# Милан Громилић
Милан Громилић (Београд, 6. септембра 1979) српски је балетан, кореограф и глумац.

## Биографија
Милан Громилић је рођен 6. септембра 1979. године у Београду. Игром у позоришту почео је да се бави 1999. године у тадашњем Театру Т, док је касније постао стални члан и првак Позоришта на Теразијама. Кореографијом је почео да се бави након позива да се појави у споту за песму Молитва, којом је Марија Шерифовић представљала Србију на 52. по реду Евровизији, 2007. Учествовао је у ријалити програму Сурвајвор Србија.
Са супругом Катарином, коју је упознао током рада у позоришту, има три ћерке, Хану, Лару и Машу.

## Филмографија
| Год.       | Назив                    | Улога      |
| ---------- | ------------------------ | ---------- |
| 2002.      | Породично благо (серија) | обезбеђење |
| 2004.      | Парадокс                 | батинаш    |
| 2006.      | Стижу долари (серија)    | конобар    |
| 2008.      | На лепом плавом Дунаву   | плесач     |
| 2010.      | Шесто чуло (серија)      | Терзић     |
| 2008—2011. | Бела лађа (серија)       | конобар    |